# Petr Mikšíček
Petr Mikšíček (* 12. května 1977, Praha) je český kulturní vědec, fotograf a spisovatel.

## Životopis
Vystudoval kulturní studia na Filozofické fakultě Univerzity v Praze. Ve své diplomové práci se v roce 2004 zabýval vývojem českého pohraničí ve 20. letech století. Toto téma ho natolik fascinovalo, že se v následujících letech s tímto tématem zabýval ještě intenzivněji a vydal o něm několik, většinou dvojjazyčných publikací.

## Práce (výběr)
- Tváře Krušnohoří: podoby, příběhy a proměny regionu mezi Chebem a Ústím nad Labem, německy a česky, německy přeloženo Angelou Lindnerovou a Felixem Ruschkem, Fornica Graphics, Sokolov 2009, ISBN 978-80-87194-07-2.

## Vyznamenání
- 2004 Cena Josefa Vavrouška